# Desnudo femenino visto de espaldas
Desnudo femenino visto de espaldas (en francés Nu couché, vu de dos) es un óleo sobre lienzo realizado por Pierre-Auguste Renoir en 1909.
Esta obra se inspira en la pintura de Velázquez Venus del espejo. Actualmente se conserva en el museo de Orsay.